# Wasserkraftwerk Kahlenberg
Das Wasserkraftwerk Kahlenberg ist eines von zwei Laufwasserkraftwerken in Mülheim an der Ruhr. Das Kraftwerk steht im Stadtteil Altstadt I gut 13 Kilometer vor der Mündung der Ruhr in den Rhein. Es befindet sich am Schleusenkanal zwischen der Dohneinsel mit der Broicher Schlagd und der Schleuseninsel der Ruhrschleuse Mülheim.

## Das Kraftwerk
Das von der Rheinisch-Westfälischen Wasserwerksgesellschaft betriebene Laufwasserkraftwerk ist mit einer Francisdoppelkammerturbine (60 m³/s) und zwei Kaplanturbinen (45 m³/s und 27 m³/s) ausgestattet. Bei einer Fallhöhe von 4,95 Meter hat es ein Regelarbeitsvermögen von jährlich durchschnittlich 20 Mio. Kilowattstunden. Durch diese Erzeugung von umweltfreundlichem Strom wird im Vergleich zur konventioneller Produktion eine Menge von etwa 18.000 Tonnen CO2 vermieden. Das Kraftwerk versorgt das Wasserwerk Styrum und das Wasserwerk Dohne mit Strom, was insgesamt 15 % des Energiebedarfs der RWW ausmacht.
Direkt neben dem Kraftwerk befindet sich das Rückpumpwerk Kahlenberg, das später entstand.

## Geschichte
1924 begannen die Arbeiten am Kraftwerk, um die Wasserwerke Styrum und Dohne autonom mit Energie zu versorgen. Damals, nach dem verlorenen Ersten Weltkrieg, war die Kohle als Energielieferant knapp, da man sie als Reparation an Frankreich und Belgien abgeben musste. Nach den Plänen der Architekten Arthur Pfeifer und Hans Großmann, die viele Bauwerke in Mülheim entworfen haben, wurde das Gebäude aus Ruhrsandstein schon 1925 fertiggestellt.
Das Wasserkraftwerk ist heute voll automatisiert, wird vom Wasserwerk Styrum bedient und ist Themenpunkt der Route der Industriekultur.

## Galerie

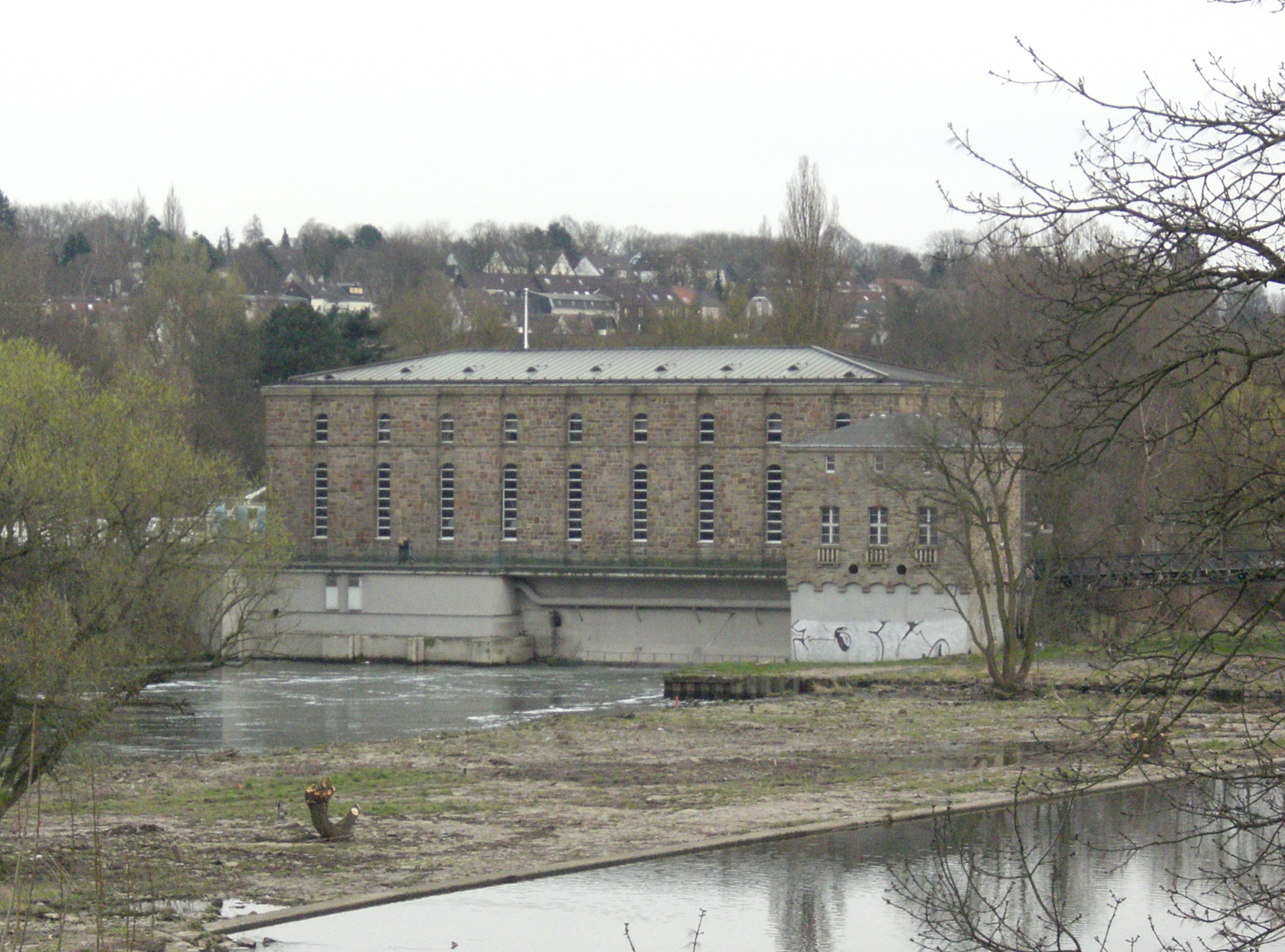
Von der Unterwasserseite aus gesehen – im Bildvordergrund: die Broicher Schlagd
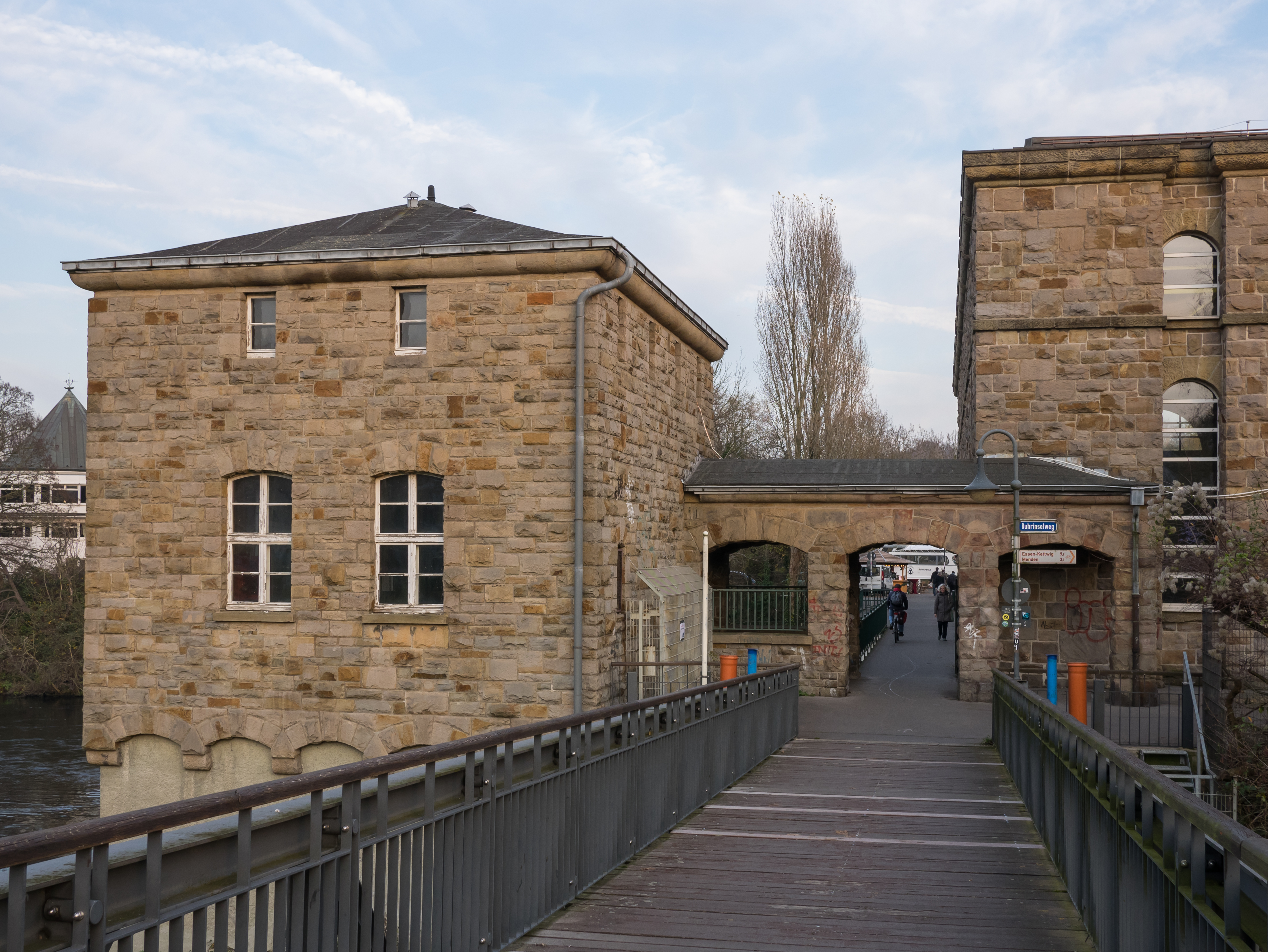
Das Rückpumpwerk
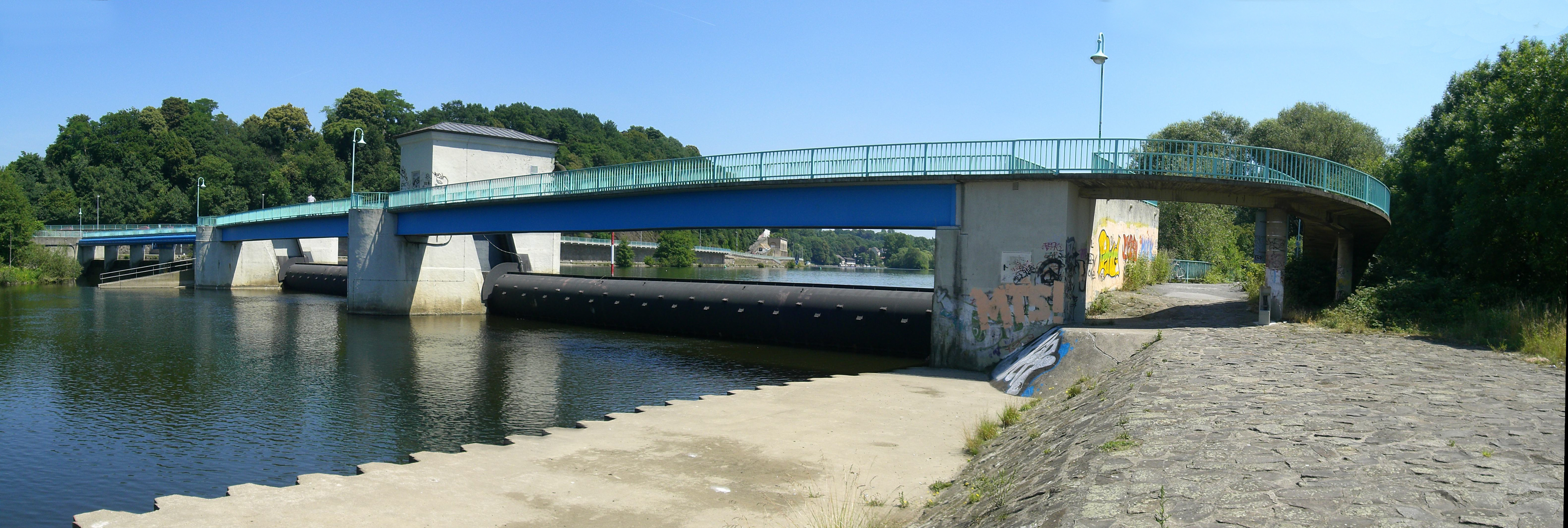
Ruhrwehr Kahlenberg, die 1. Staustufe
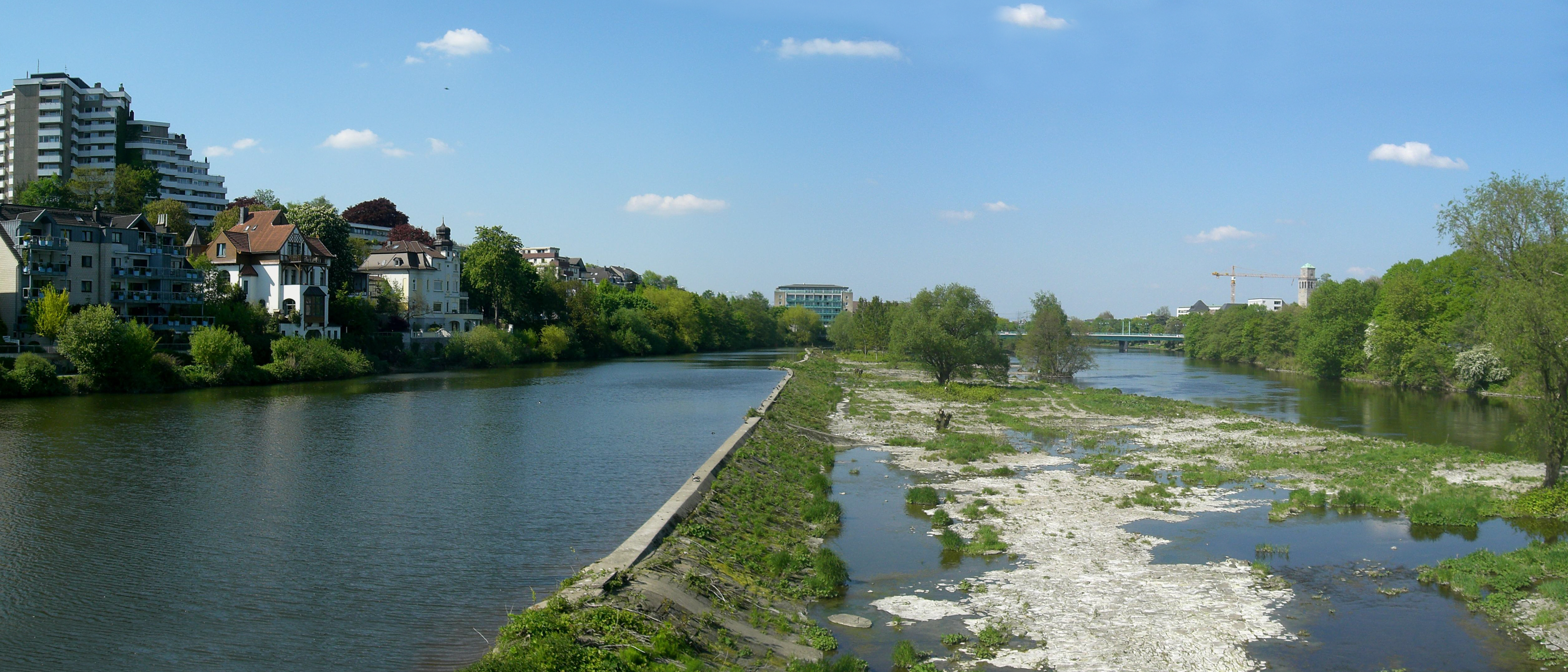
Broicher Schlagd, die 2. Staustufe
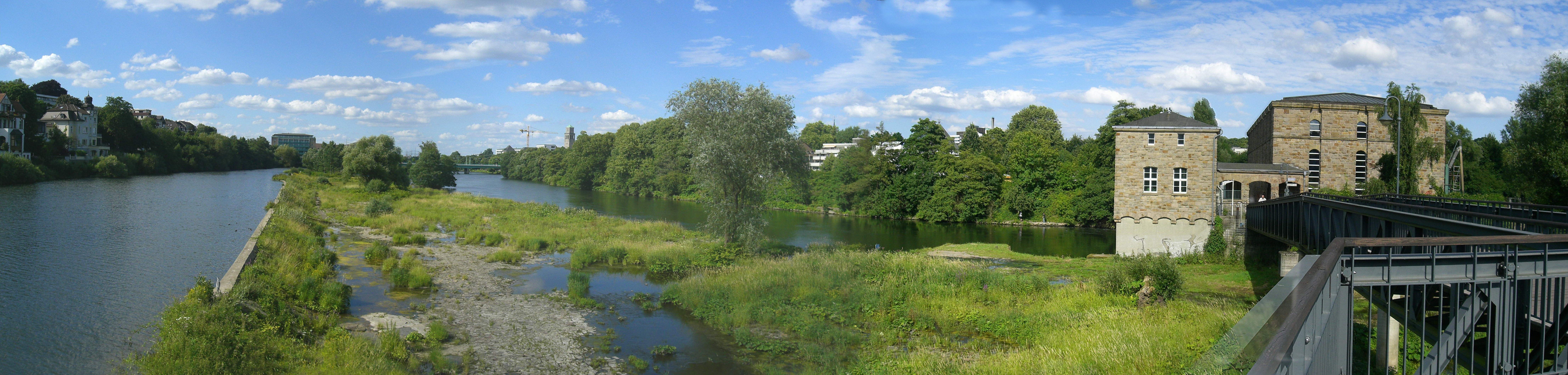
Panorama der Broicher Schlagd mit dem Wasserkraftwerk
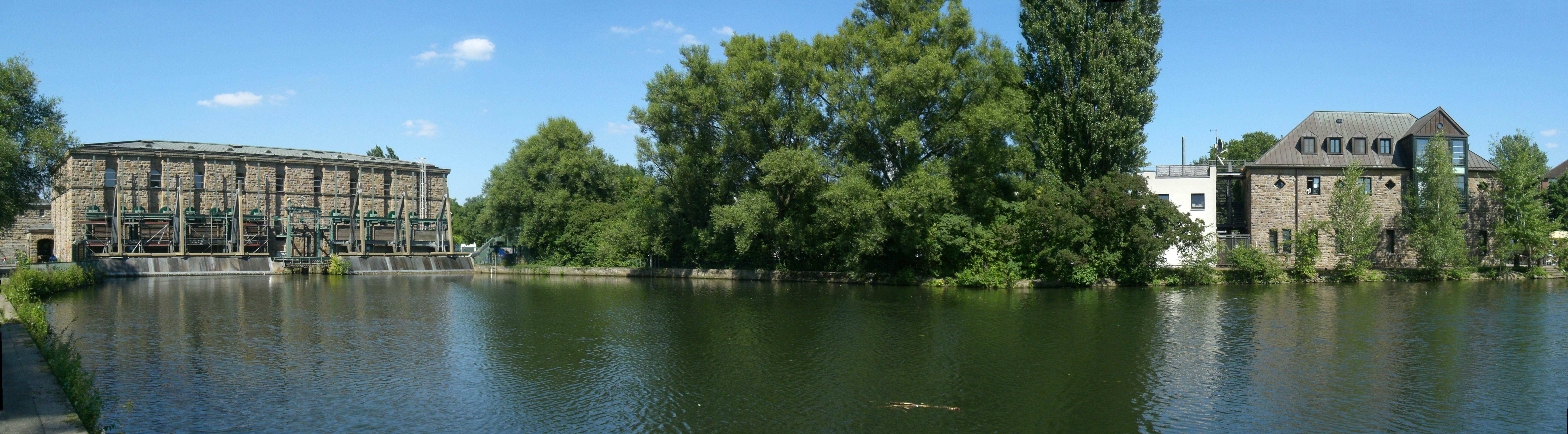
Kraftwerk und Haus Ruhrnatur